# Bryconamericus scleroparius
Bryconamericus scleroparius es una especie de pez de la familia Characidae en el orden de los Characiformes.

## Morfología
Los machos pueden llegar alcanzar los 11 cm de longitud total.

## Hábitat
Vive en zonas de clima tropical entre 21 °C - 30 °C de temperatura.

## Alimentación
Come semillas,  hojas y insectos

## Distribución geográfica
Se encuentra en los ríos costeros de Costa Rica, Panamá y  Ecuador.

## Costumbres
Es una especie agresiva que suele nadar en bancos.